# Cheiraster
Genre
Cheiraster est un genre d'étoiles de mer abyssales de la famille des Benthopectinidae.

## Liste d'espèces
Selon World Register of Marine Species (18 décembre 2014) :
- Cheiraster antarcticus (Koehler, 1907)
- Cheiraster blakei A.M. Clark, 1981
- Cheiraster californicus Ziesenhenne, 1942
- Cheiraster capillatus Jangoux, 1981
- Cheiraster cribellum (Alcock, 1893)
- Cheiraster dawsoni (Verrill, 1880)
- Cheiraster diomediae Fisher, 1917
- Cheiraster echinulatus (Perrier, 1875)
- Cheiraster gazellae Studer, 1883
- Cheiraster gerlachei Ludwig, 1903
- Cheiraster granulatus Ludwig, 1910
- Cheiraster hirsutus (Studer, 1884)
- Cheiraster horridus Fisher, 1906
- Cheiraster inops Fisher, 1906
- Cheiraster ludwigi Fisher, 1913
- Cheiraster mirabilis (Perrier, 1881)
- Cheiraster monopedicellaris McKnight, 1973
- Cheiraster niasicus Ludwig, 1910
- Cheiraster otagoensis McKnight, 1973
- Cheiraster oxyacanthus (Sladen, 1889)
- Cheiraster pilosus (Alcock, 1893)
- Cheiraster planeta (Sladen, 1889)
- Cheiraster planus Verrill, 1915
- Cheiraster richardsoni Fell, 1958
- Cheiraster robustus (A.H. Clark, 1917)
- Cheiraster sepitus (Verrill, 1885)
- Cheiraster snyderi Fisher, 1906
- Cheiraster subtuberculatus (Sladen, 1889)
- Cheiraster teres (Sladen, 1889)
- Cheiraster triplacanthus Fisher, 1913
- Cheiraster trullipes (Sladen, 1889)
- Cheiraster tuberculatus (Djakonov, 1929)

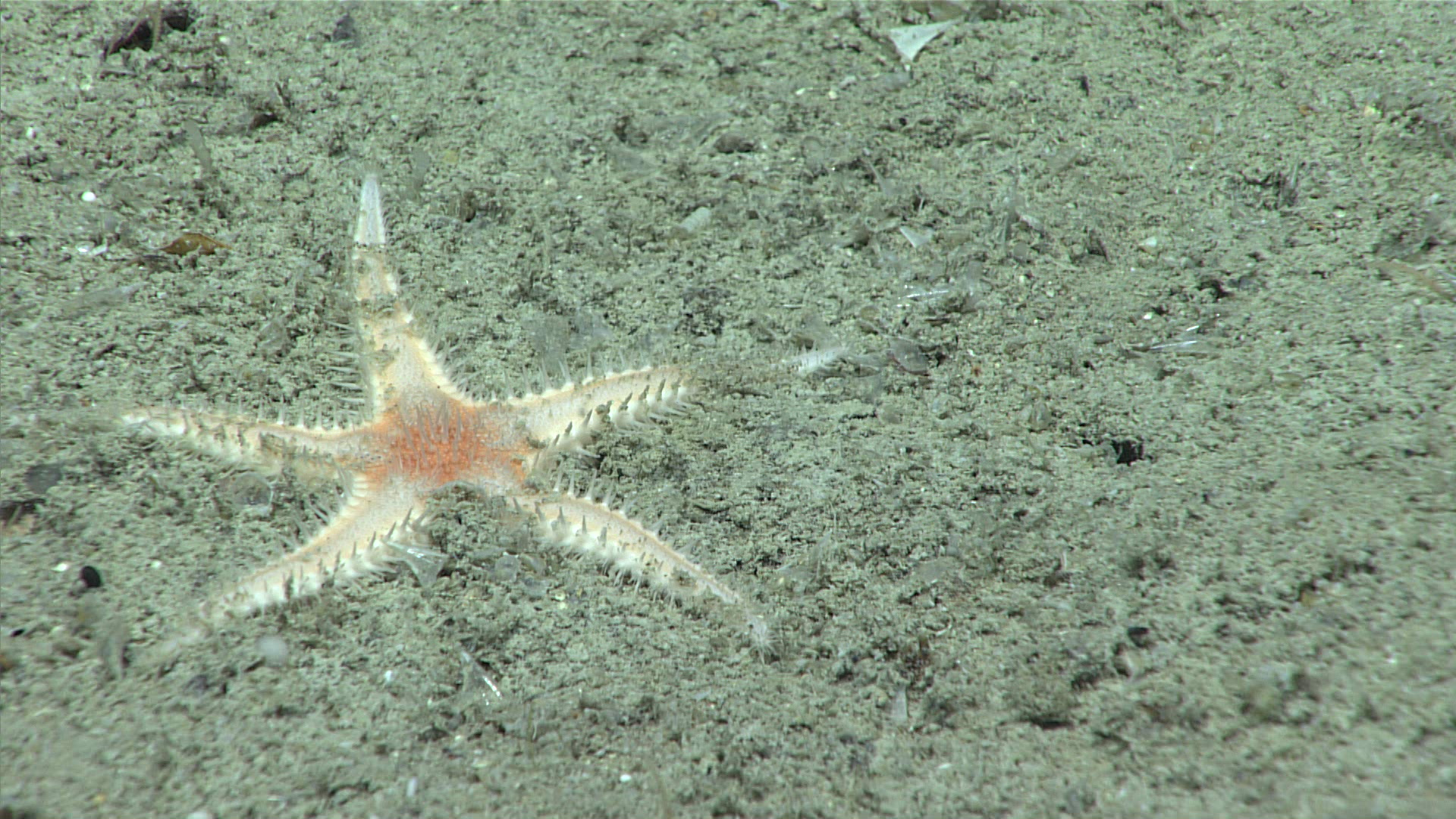
Cheiraster cf. echinulatus observée dans le Golfe du Mexique.

- Cheiraster weberi Döderlein, 1921

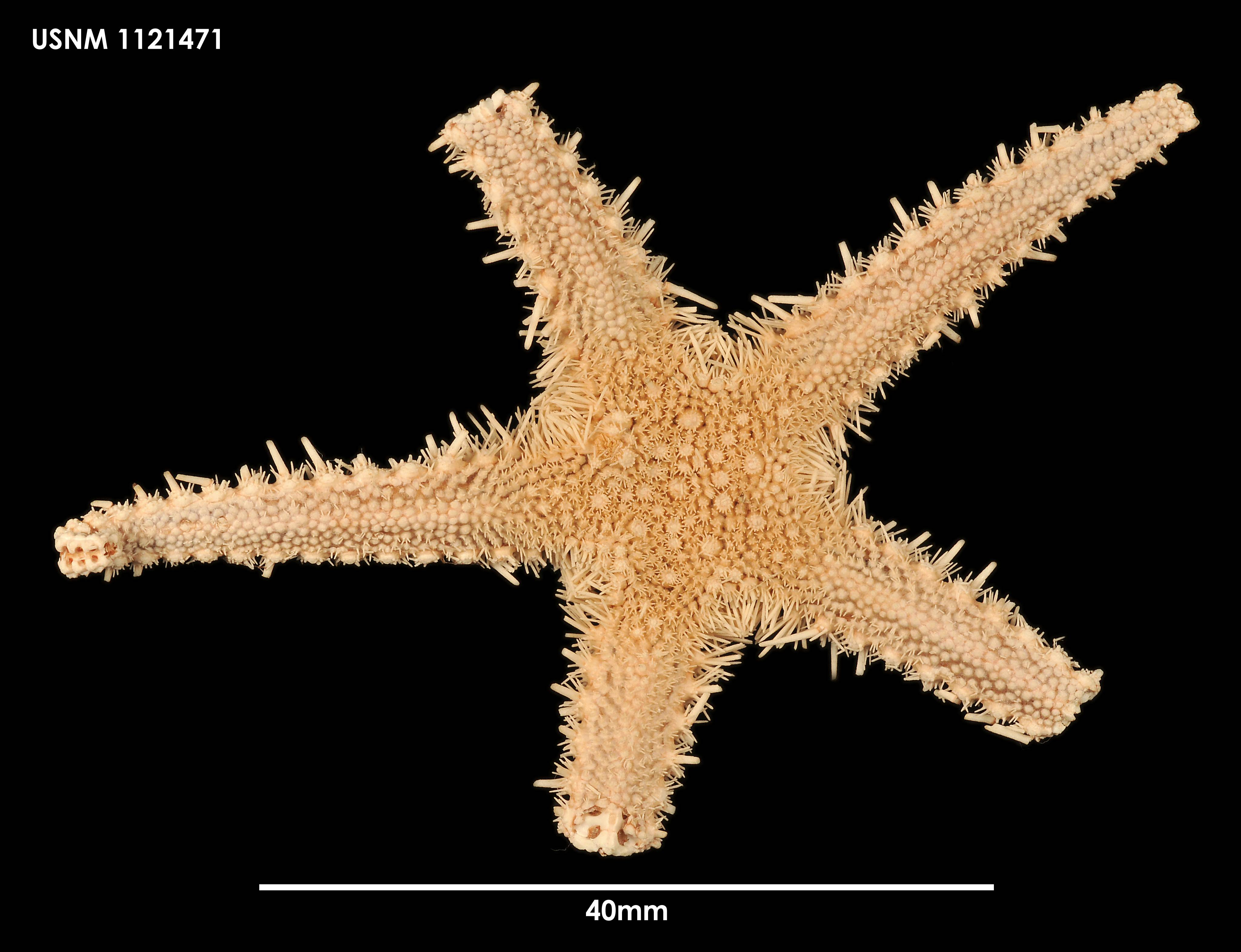
Cheiraster antarcticus (USNM)
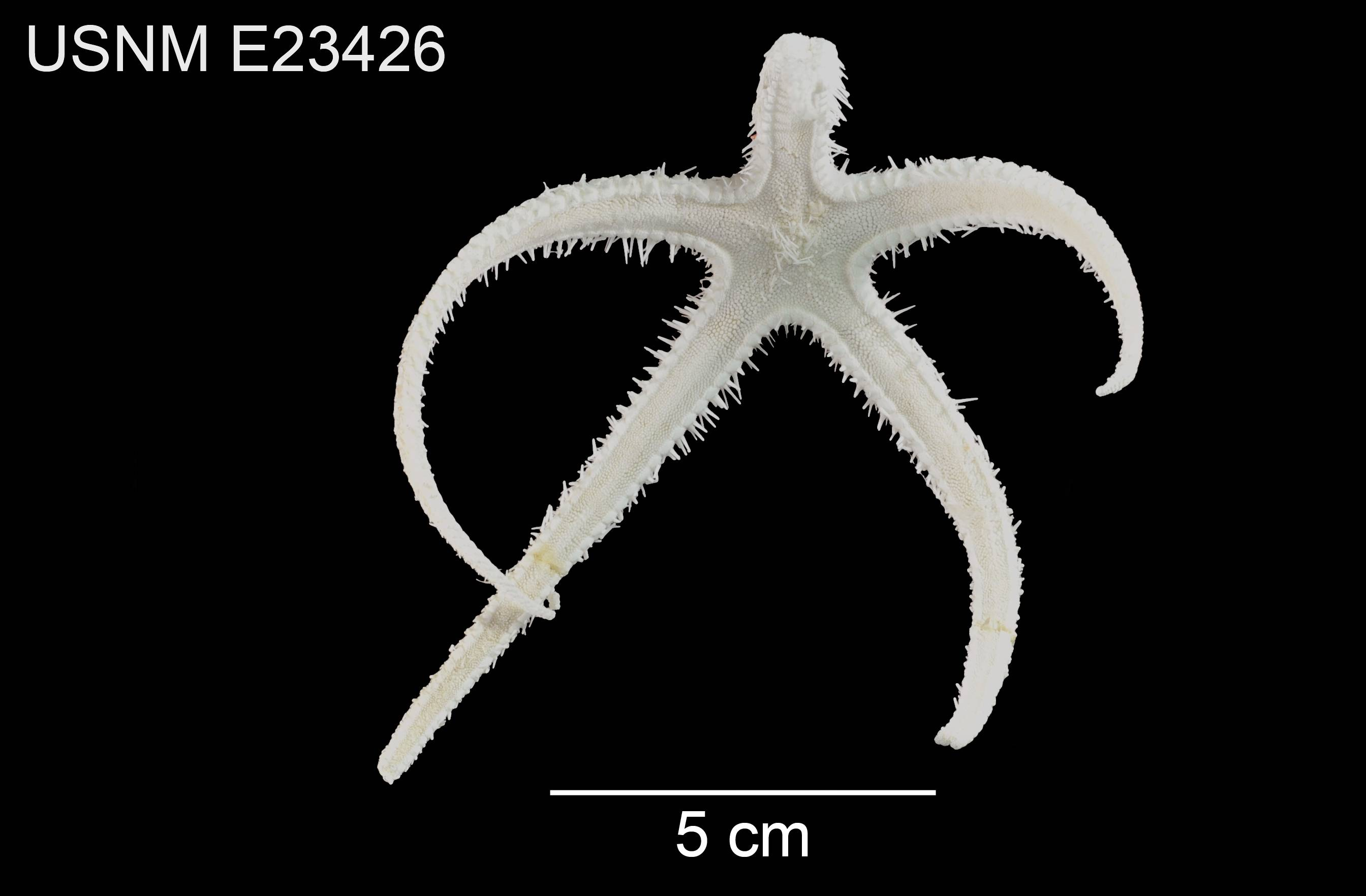
Cheiraster blakei (USNM)
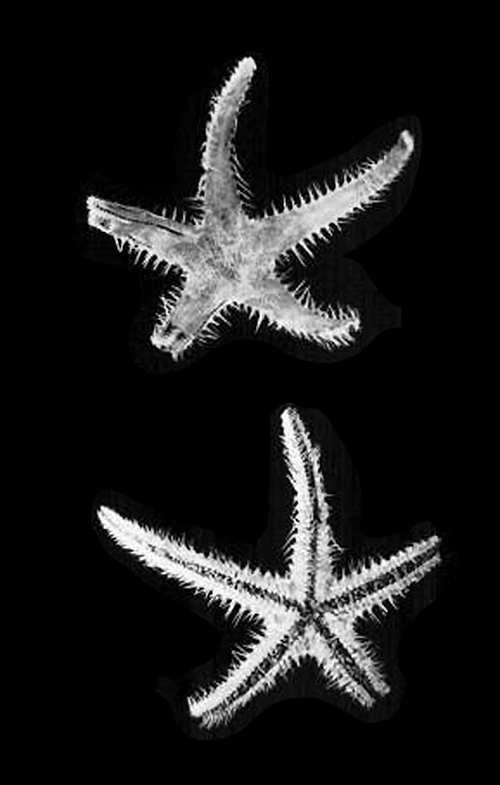
Cheiraster californicus
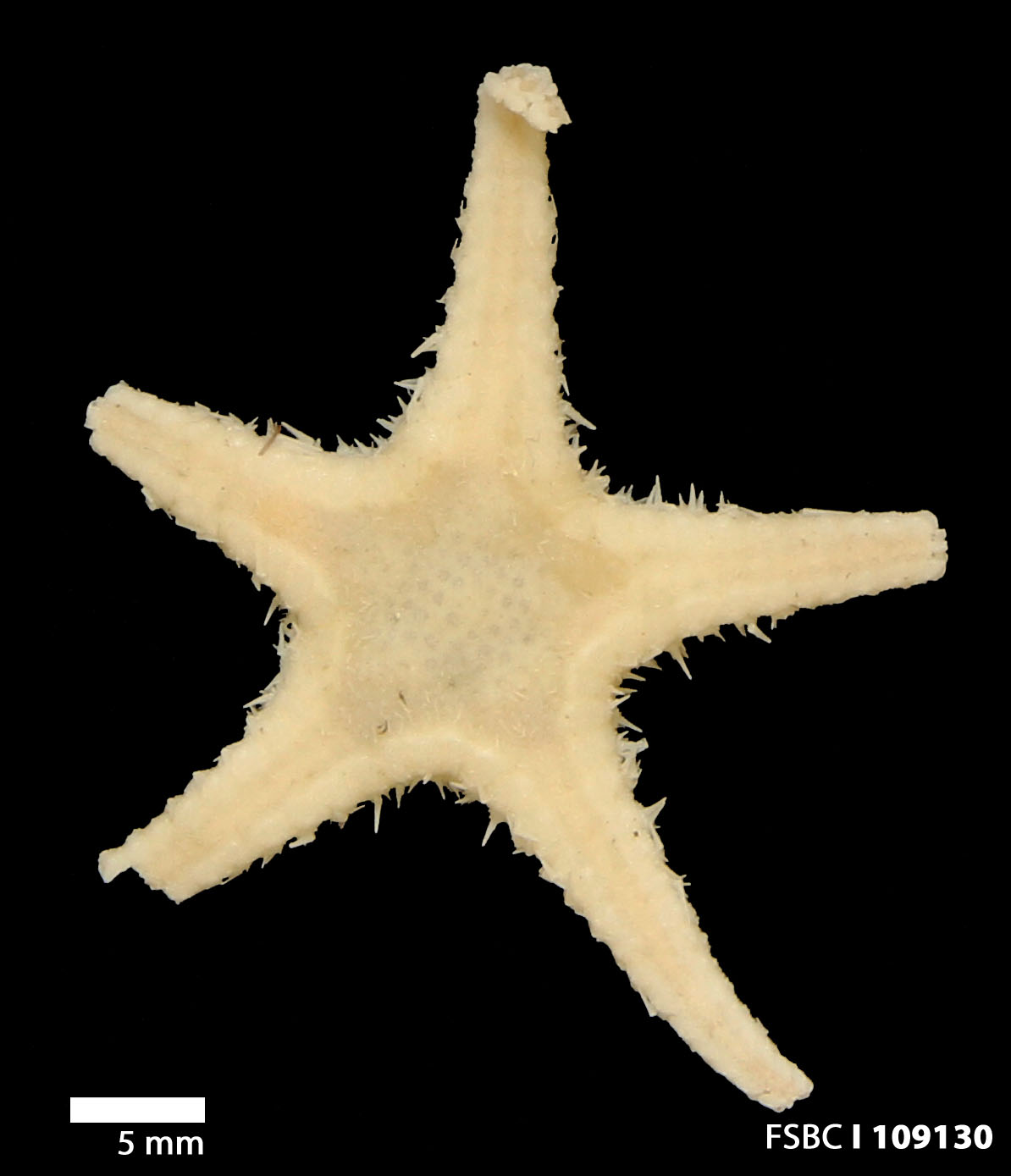
Cheiraster echinulatus
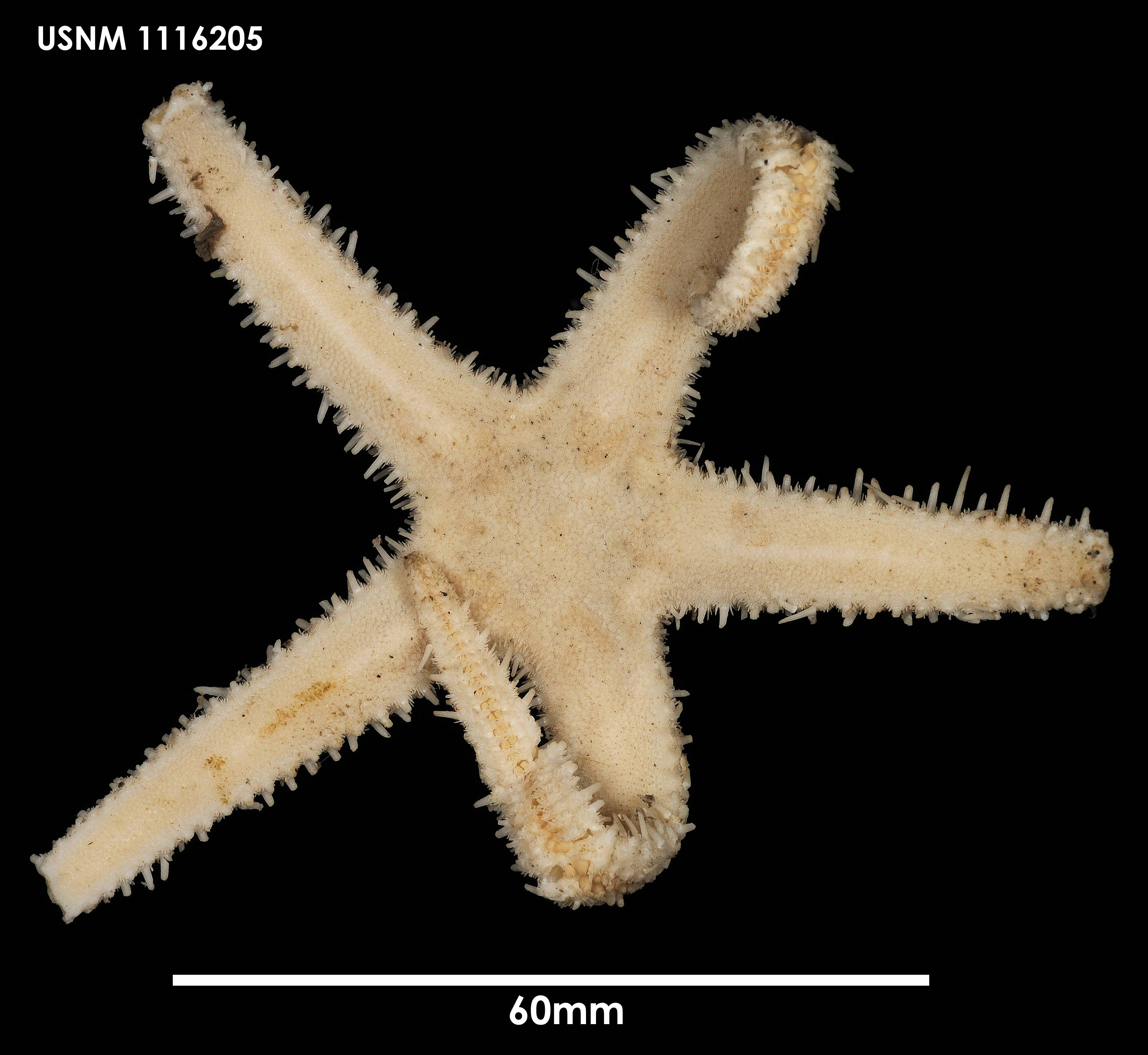
Cheiraster gerlachei (USNM)
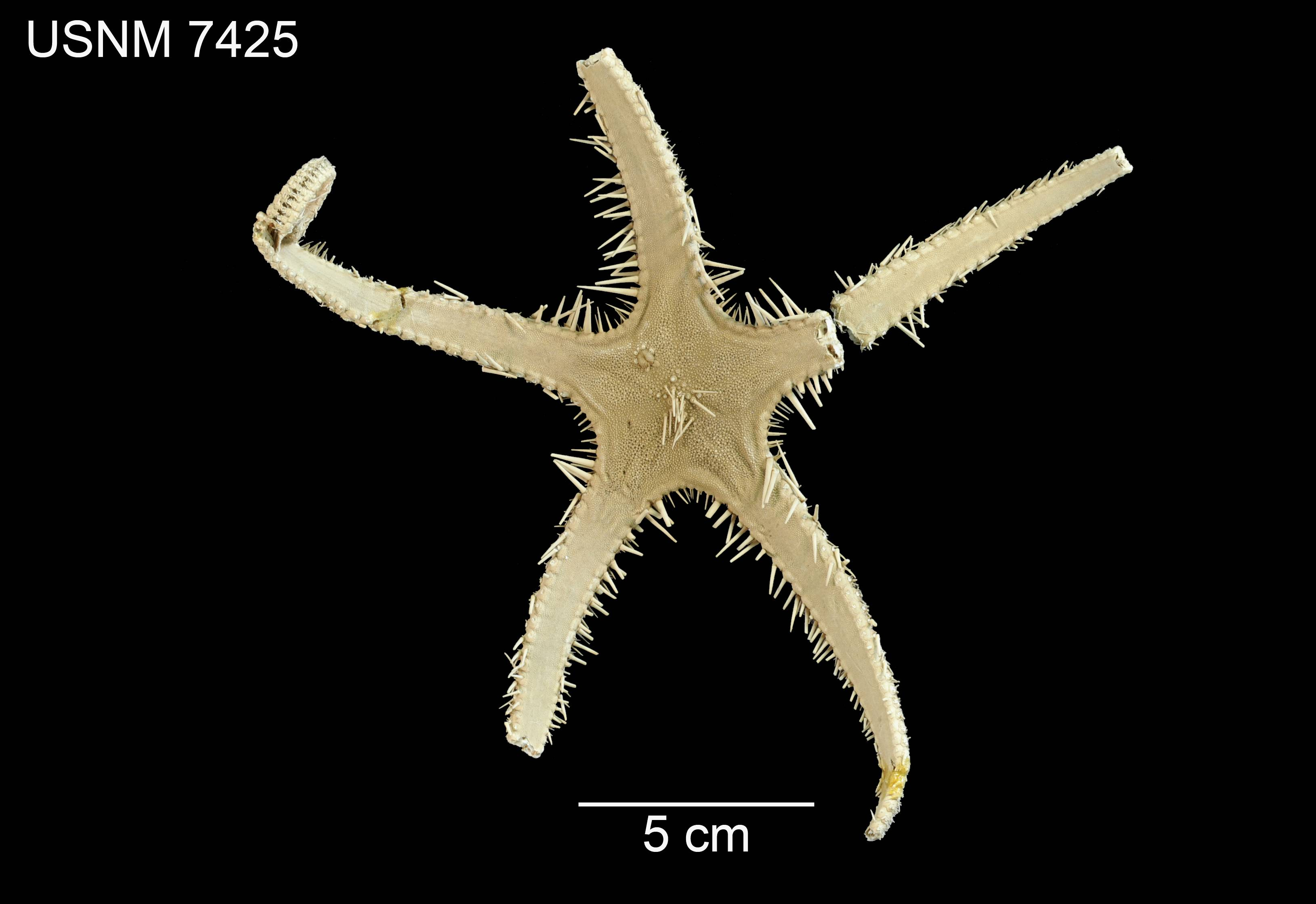
Cheiraster mirabilis (USNM)
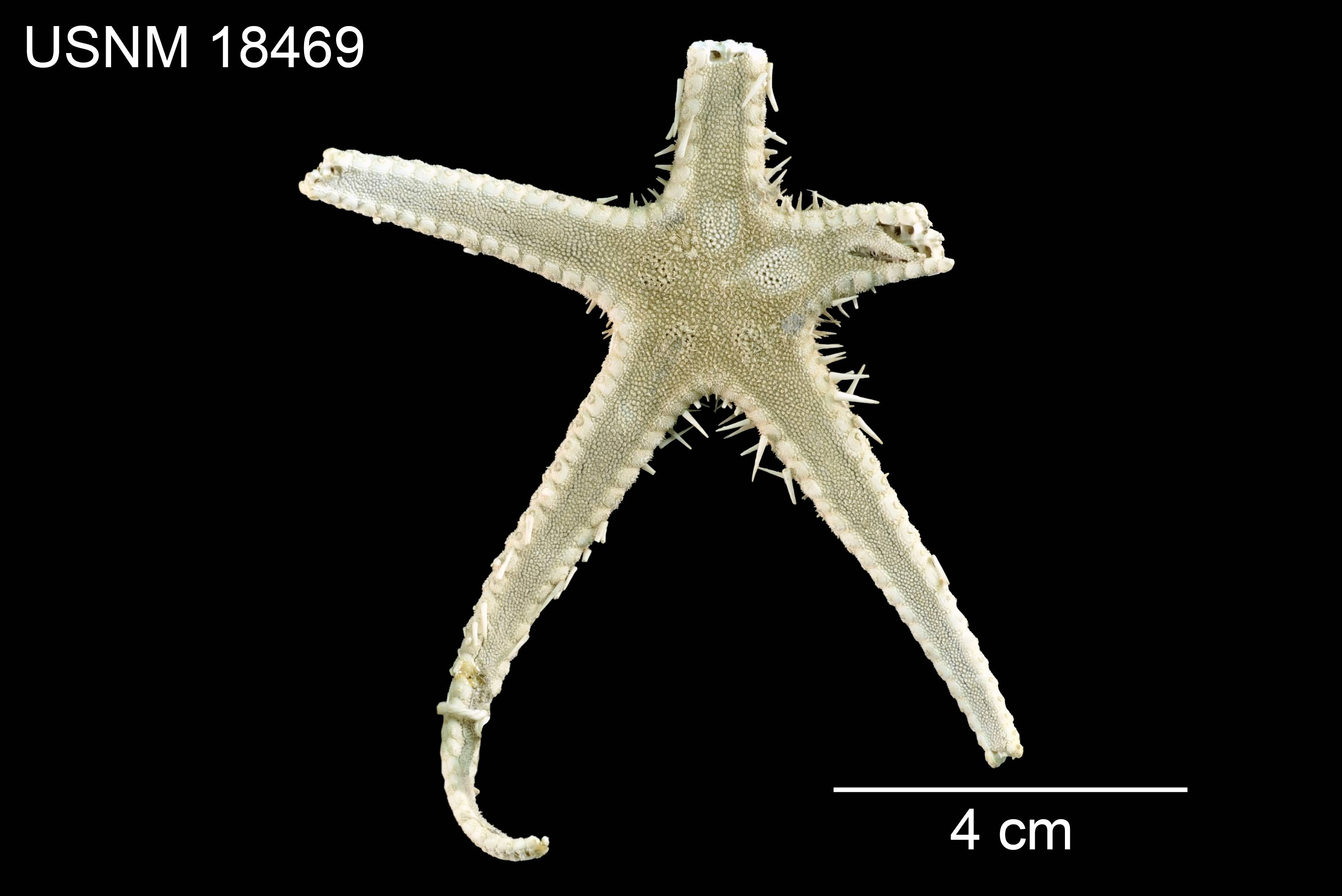
Cheiraster planus (USNM)
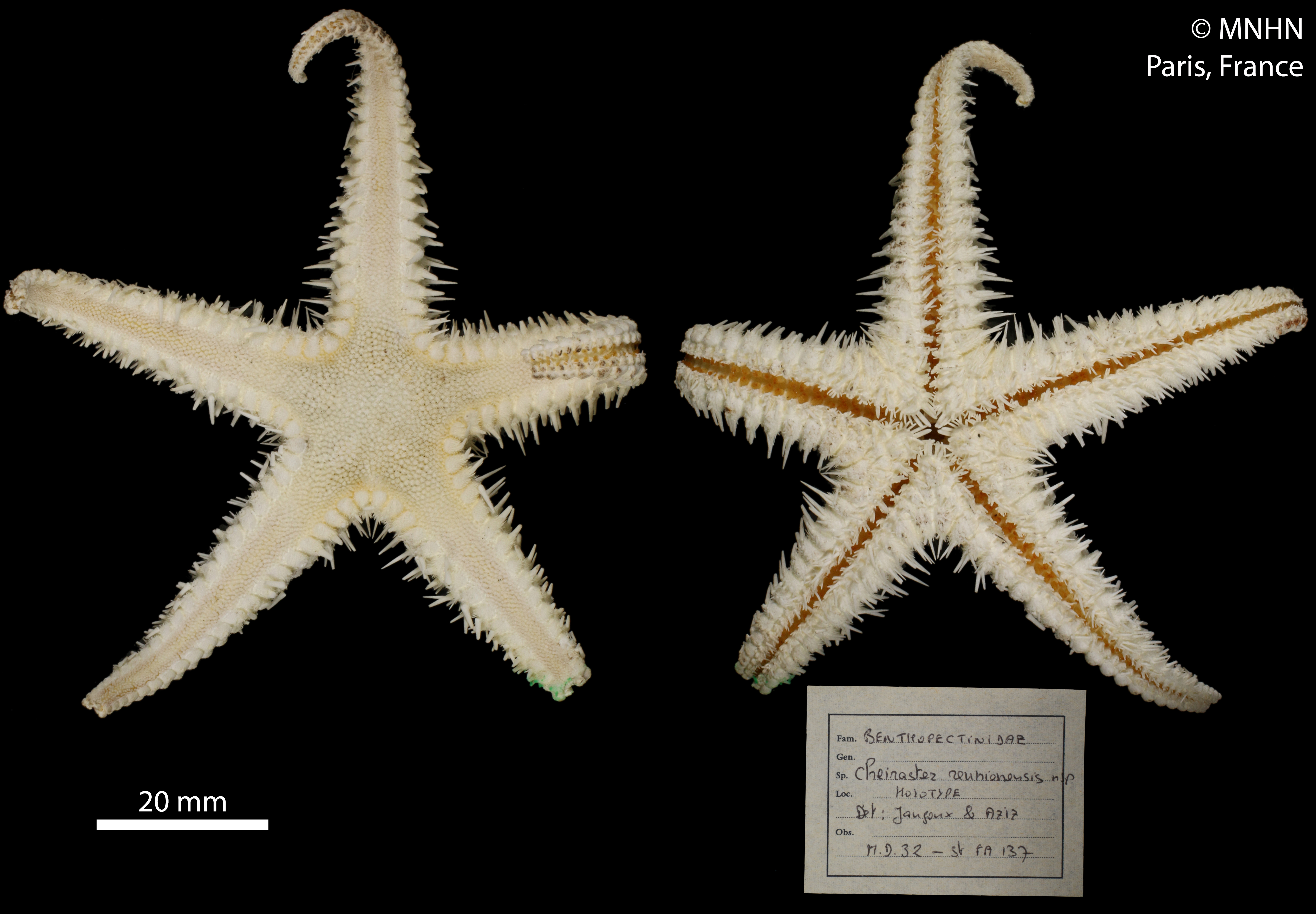
Cheiraster reunionensis (holotype, MNHN)
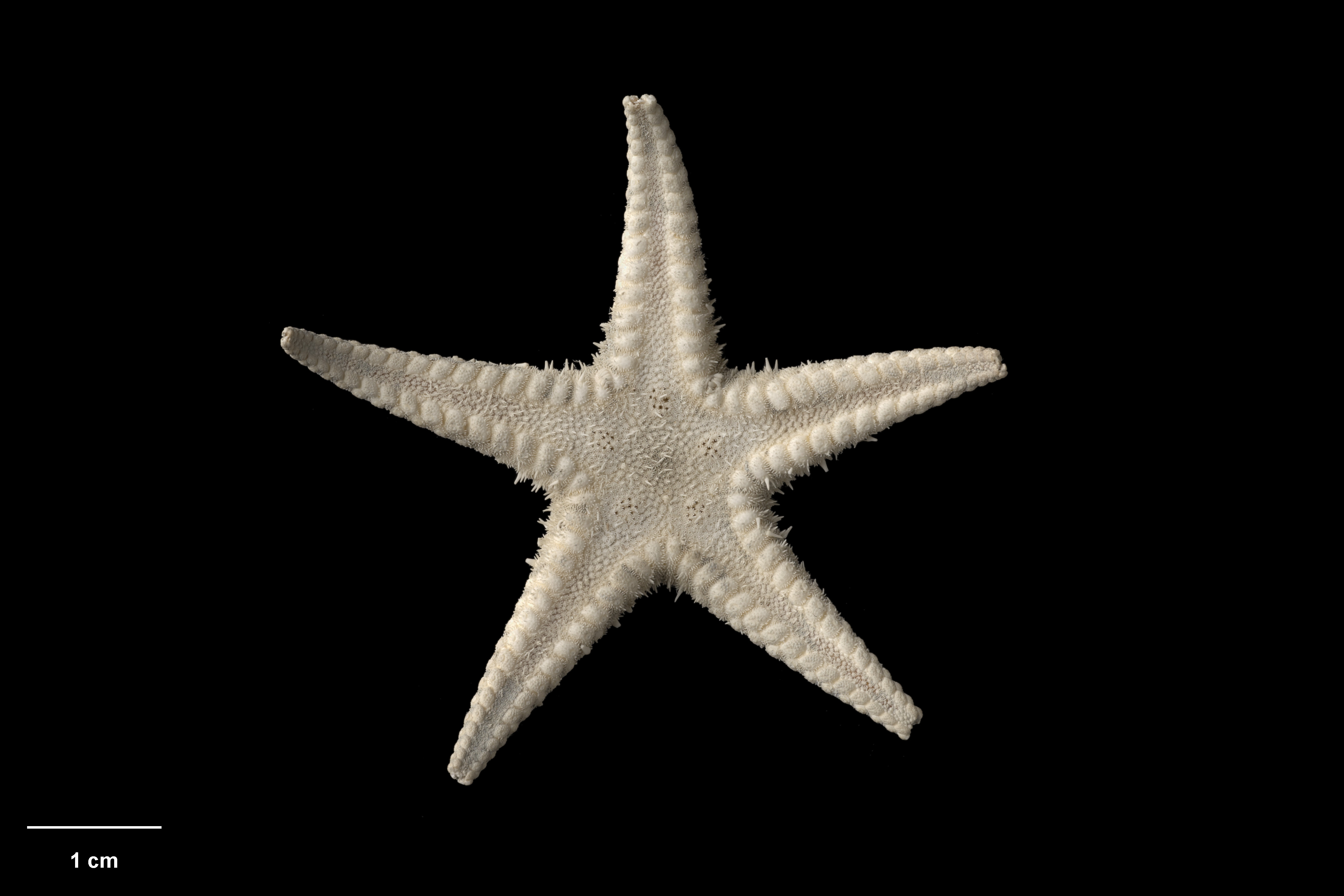
Cheiraster richardsoni
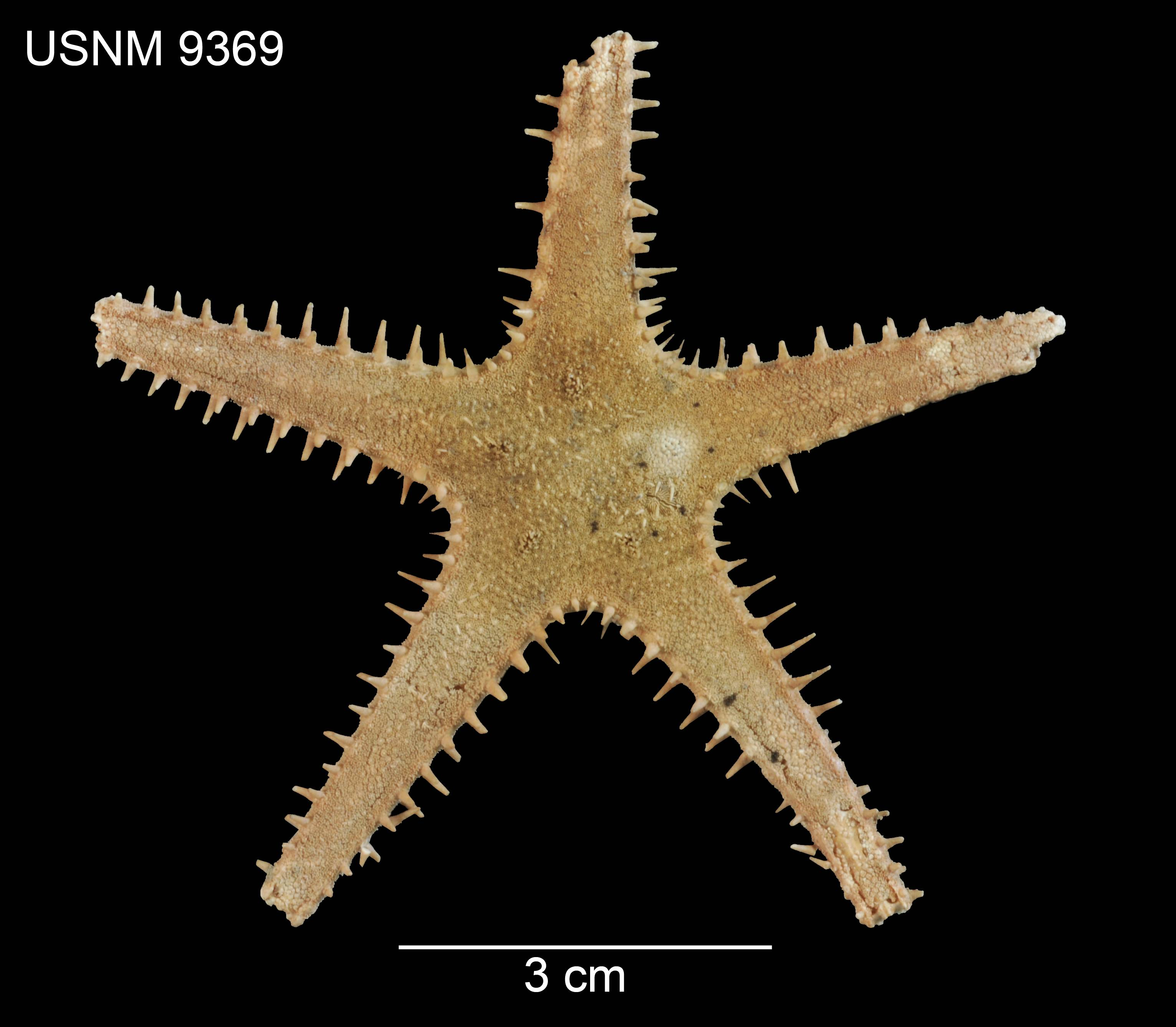
Cheiraster sepitus (USNM)